# Phorbas tenacior
Phorbas tenacior (Topsent, 1925) è una spugna della famiglia Hymedesmiidae (Demospongiae), diffusa nel mar Mediterraneo.

## Descrizione
È una spugna incrostante con morfologia tipo leucon. Dà vita a colonie con aspetto di placche translucide di consistenza carnosa, di colore dall'azzurro chiaro al blu-grigio, spesse 1-3 mm e ampie sino a 15-20 cm2.
Gli orifizi inalanti sono raggruppati e gli osculi sono in posizione elevata. In trasparenza sono visibili i canali esalanti.

## Distribuzione e habitat
È comune nel mar Mediterraneo. Specie sciafila che predilige gli ambienti poco illuminati (grotte, pareti esposte a nord).